# Cardiopelma
Cardiopelma là một chi nhện trong họ Theraphosidae.

## Các loài
Chi này gồm các loài:
- Cardiopelma mascatum Vol, 1999